# 陈晓宇
陈晓宇（1969年4月29日—），女，后改名陈小雨，内蒙古自治区呼和浩特市人，毕业于中国传媒大学，中国中央电视台主持人。

## 生平
1969年，陈晓宇出生于内蒙古自治区呼和浩特市。1975年，陈晓宇在内蒙古莫尔道戈林业局读书。1980年，陈晓宇到呼和浩特市读高中。1986年，陈晓宇考入中国传媒大学。
1990年，陈晓宇分配到中国中央电视台担任主持人，主持《经济半小时》和《地球故事》节目。

## 作品
- 《经济半小时》
- 《地球故事》
- 《经济信息联播》
- 《金土地》
- 《艺术品投资》